# Tyszki-Nadbory
Tyszki-Nadbory je vesnice v severovýchodní části Polska v okrese Ostrolenka Mazovského vojvodství. Leží 100 km severovýchodně od Varšavy, v historickém Mazovsku.
Vlastní vesnice Tyszki-Nadbory čítá 60 obyvatel.
První zmínka o lokalitě pochází z 15. století.